# Râul Strugu, Ciucic
Râul Strugu este un curs de apă, afluent al râului Ciucic. 

## Hărți
- Harta Județul Harghita
- Harta Munții Giurgeu  Arhivat în 27 septembrie 2007, la Wayback Machine.